# Selbstmatt
Das Selbstmatt ist eine Form der Schachkomposition, bei der Weiß erzwingt, dass Schwarz ihn mattsetzt. Schwarz versucht dies um jeden Preis zu vermeiden. Für Selbstmatts gibt es eine eigene Sektion im FIDE-Album.

## Geschichte
Die frühesten überlieferten Selbstmatts stammen aus dem ausgehenden 13. Jahrhundert. Sie wurden jedoch nicht in arabischen Mansuben-Sammlungen überliefert, sondern erstmals in der Aufgabensammlung des Bonus Socius gezeigt. Das erste bekannte Selbstmatt hatte dort die Nummer 57a und enthielt einen Fers, die Vorläuferfigur der Dame. Später wurde herausgefunden, dass dieses Problem inkorrekt ist. Das Selbstmatt wurde in der Mitte des 19. Jahrhunderts sehr beliebt. Kennzeichnend waren schwierige und vielfach gefürchtete Aufgaben mit langer Zugzahl.

## Typische Aufgaben
Im Selbstmatt können neben vielen orthodoxen Themen auch solche dargestellt werden, die in orthodoxen Mattaufgaben nicht darstellbar sind. Anders als bei diesen Aufgaben werden beim Selbstmatt mehrfache Mattmöglichkeiten nicht als Defekte betrachtet. Selbstmatts mit einzügigem „Satzmatt“ – damit ist eine Stellung gemeint, in der Schwarz, wäre er am Zug, mattsetzen kann – werden als „Fata Morgana“ bezeichnet. Sofern die im Satzspiel mattsetzende Figur während der Lösung geschlagen wurde, spricht man vom „Weber-Typ“ (nach Wolfgang Weber). In diesem Artikel findet man auch ein Beispiel dafür.

## Beispiel
Ein Beispiel für ein Selbstmatt:
|   | a | b | c | d | e | f | g | h |   |
| 8 |   |   |   |   |   |   |   |   | 8 |
| 7 |   |   |   |   |   |   |   |   | 7 |
| 6 |   |   |   |   |   |   |   |   | 6 |
| 5 |   |   |   |   |   |   |   |   | 5 |
| 4 |   |   |   |   |   |   |   |   | 4 |
| 3 |   |   |   |   |   |   |   |   | 3 |
| 2 |   |   |   |   |   |   |   |   | 2 |
| 1 |   |   |   |   |   |   |   |   | 1 |
|   | a | b | c | d | e | f | g | h |   |

Satzspiele: 1. … a1D oder a1T matt; 1. … a1L 2. Dg6 oder Df7 Lb2 matt; 1. … a1S 2. Dg6 Sb3 matt. Die Satzspiele können aber nicht erzwungen werden, solange der schwarze König ziehen kann. Es gibt zwei Möglichkeiten, dem schwarzen König alle Züge zu nehmen.
Verführung: 1. Dg6? a1S! und Weiß ist in Zugzwang: 2. Df7 Sb3+ 3. Dxb3
Lösung:

1. Df5–f7! a2–a1L oder a2–a1S (eine Umwandlung in Dame oder Turm würde sofort mattsetzen)

2. Df7–g6 La1–b2 matt oder Sa1–b3 matt
Weitere Selbstmattaufgaben sind in den Artikeln zu Udo Degener, Albert Heinrich Kniest, Miodrag Mladenović, Jeremy Morse und Wolfgang Weber behandelt.

## Reflexmatt
Das Reflexmatt ist eine Variante des Selbstmatt. Auch hier erzwingt Weiß sein eigenes Matt gegen den Widerstand von Schwarz. Es gilt aber die Zusatzregel: Wenn eine der beiden Seiten die Möglichkeit hat, die Gegenseite in einem Zug mattzusetzen, dann muss sie von dieser Möglichkeit auch Gebrauch machen.
Es genügt also, dass Weiß dem Schwarzen einen Mattzug zur Verfügung stellt, denn die Zusatzregel erzwingt, dass Schwarz diesen Mattzug auch ausführt. Auf der anderen Seite ergeben sich neue Verteidigungsmöglichkeiten, weil Schwarz seinerseits dem Weißen Mattzüge anbieten kann, die dieser gemäß der Zusatzregel auch ausführen muss.
Beispiel für ein Reflexmatt:
|   | a | b | c | d | e | f | g | h |   |
| 8 |   |   |   |   |   |   |   |   | 8 |
| 7 |   |   |   |   |   |   |   |   | 7 |
| 6 |   |   |   |   |   |   |   |   | 6 |
| 5 |   |   |   |   |   |   |   |   | 5 |
| 4 |   |   |   |   |   |   |   |   | 4 |
| 3 |   |   |   |   |   |   |   |   | 3 |
| 2 |   |   |   |   |   |   |   |   | 2 |
| 1 |   |   |   |   |   |   |   |   | 1 |
|   | a | b | c | d | e | f | g | h |   |

Wenn die weiße Dame und der weiße Springer nicht wären, könnte Schwarz mit 1. … h1D mattsetzen und müsste dies nach der Reflexmatt-Regel auch tun.
Verführung: 1. Dd5+ Kh7 2. Se4 h1D matt. Dies scheitert aber an 1. … Kf8!, weil nun Weiß seinerseits nach der Reflexmatt-Regel mit 2. Txb8 mattsetzen muss.
Lösung:

1. Lf6–e7! verhindert 1. … Kf8

Auf 1. … Kf7 folgt 2. Dd5+ K~ 3. Se4 h1D matt

Auf 1. … Kg7/Kh8 folgt 2. Da1+ K~ 3. Sd1 h1D matt

Auf 1. … Kh7 folgt 2. Db1+ K~ 3. Sd1 h1D matt

Auf 1. … f3 folgt 2. Lh4 K~ 3. Dg1 hxg1S matt

## Weitere Verwendung des Begriffs
Wenn im Partieschach ein Spieler überraschend schlechte Züge macht (oder einen groben Fehler, der dem Gegner erst die Möglichkeit zum Mattsetzen einräumt), sagt man, „er spielt auf Selbstmatt“. Allerdings ist dazu zu bemerken, dass diesem Gebrauch des Begriffs ein verbreitetes Missverständnis zu Grunde liegt. Denn das Entscheidende beim Selbstmatt ist, dass der Gegner zum Mattsagen gezwungen wird. Davon ist das Einräumen einer Möglichkeit zum Mattsetzen weit entfernt. Das Letztere ist nicht die Idee des Selbstmatts, sondern die des Hilfsmatts.